# 桑原坂

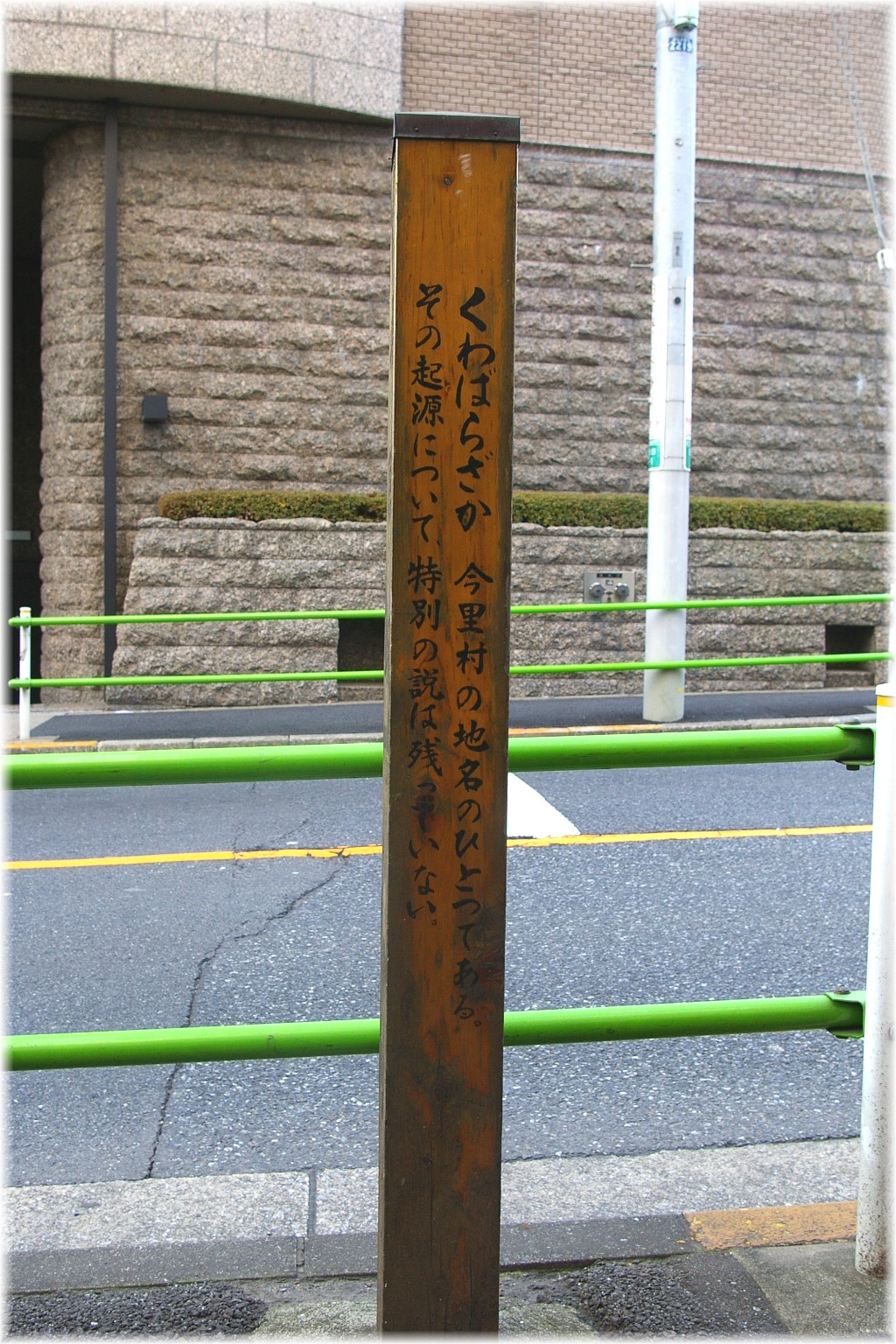
道標

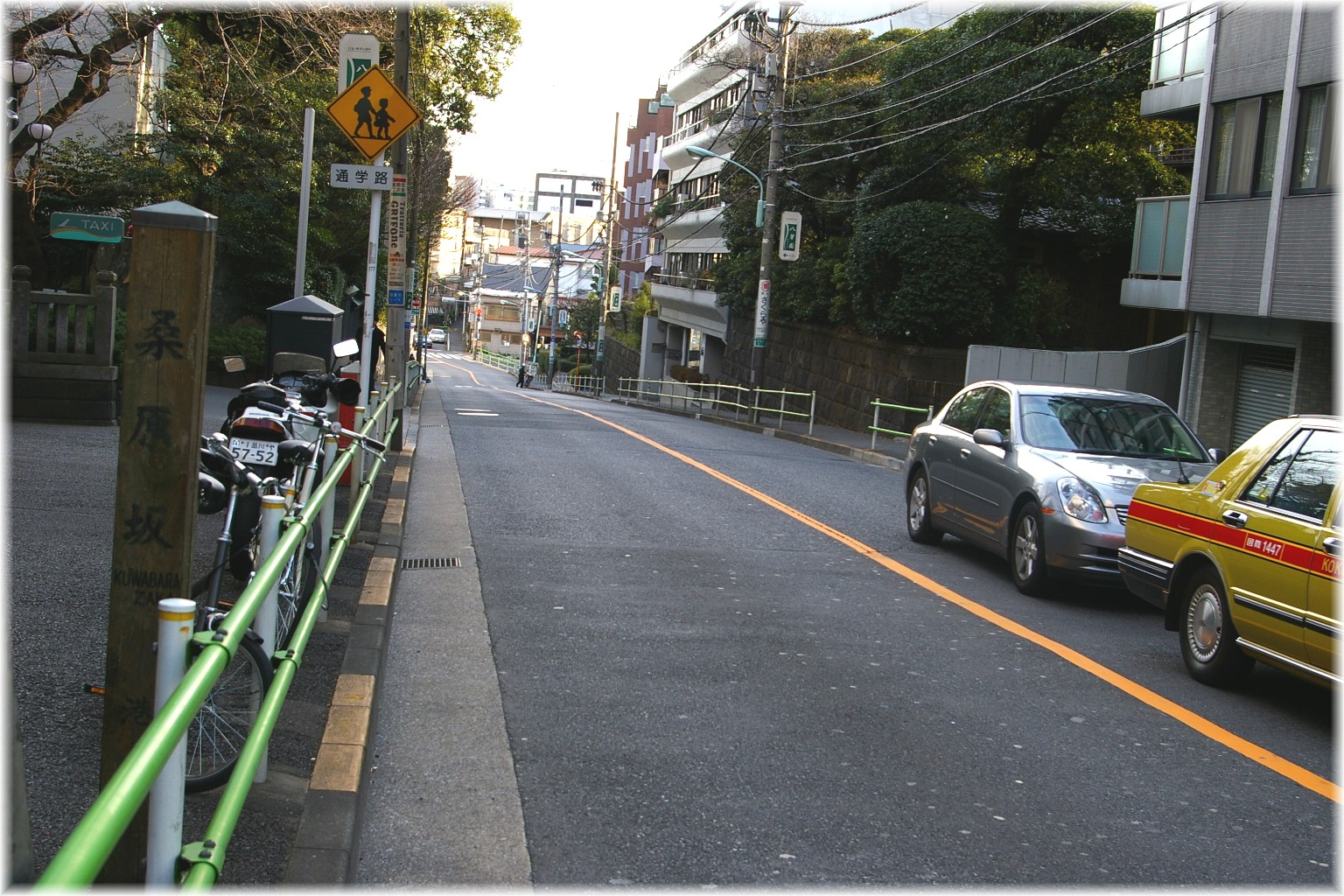
坂上より

座標: 北緯35度38分16.7秒 東経139度43分40.0秒 / 北緯35.637972度 東経139.727778度桑原坂（くわばらさか）とは東京都港区白金台一丁目と白金台三丁目の境界に存在する坂道である。

## ロケーション
目黒通りから下り始め、桜田通り方面を結ぶ道路の中途まで至る坂道であり、坂下北に白金小学校、坂下から桜田通り方面に登って北に明治学院大学、坂下南には仏所護念会教団がある。坂下方面に向けて左手には八芳園、古地老稲荷神社があり、坂の南西に瑞聖寺が存在する。

## 名前の由来
今里村の地名の一つであり、その昔辺りに桑が植えてある原であったとする説もあるが、定説はない。

## ギャラリー

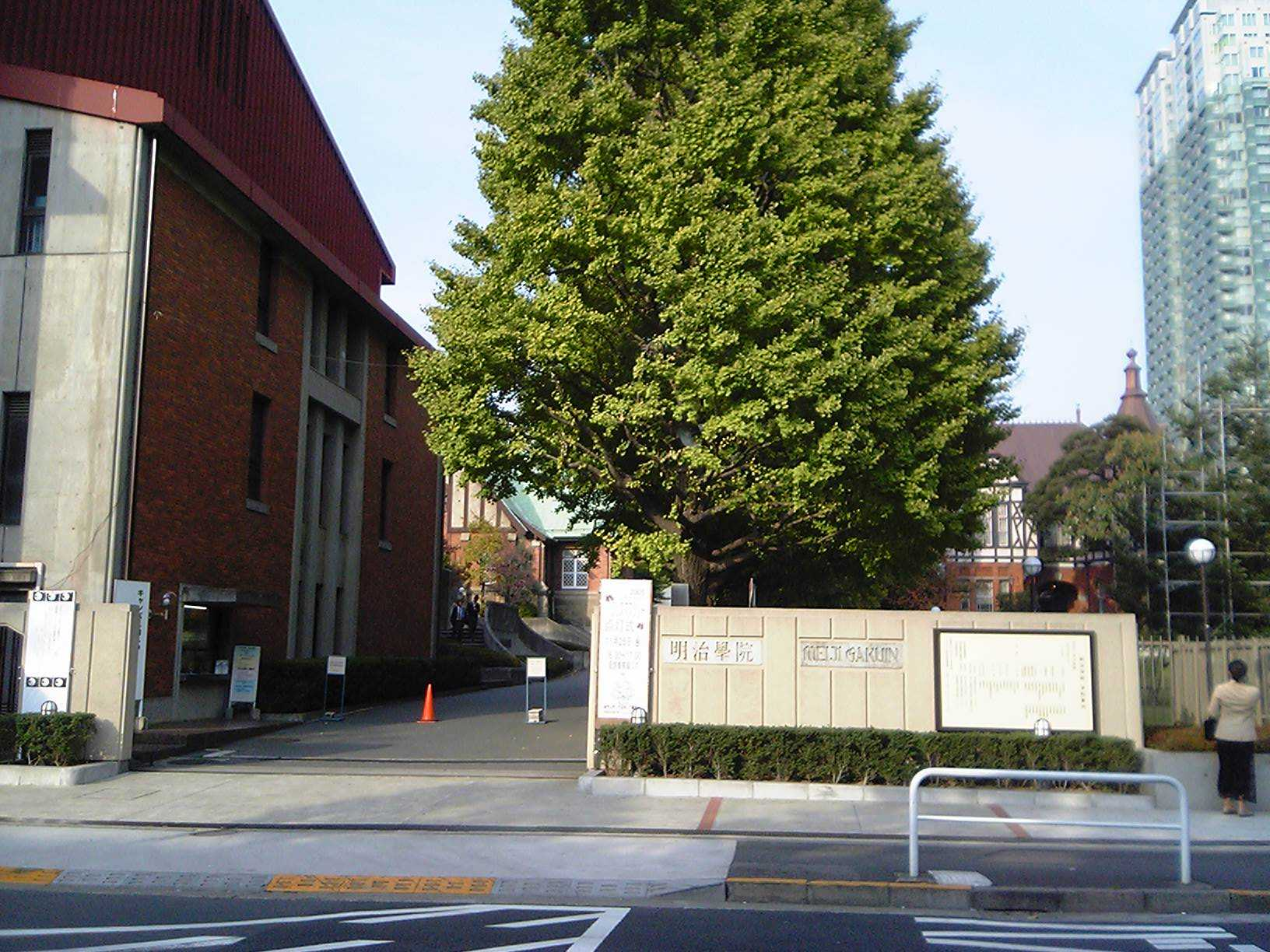
明治学院大学南口
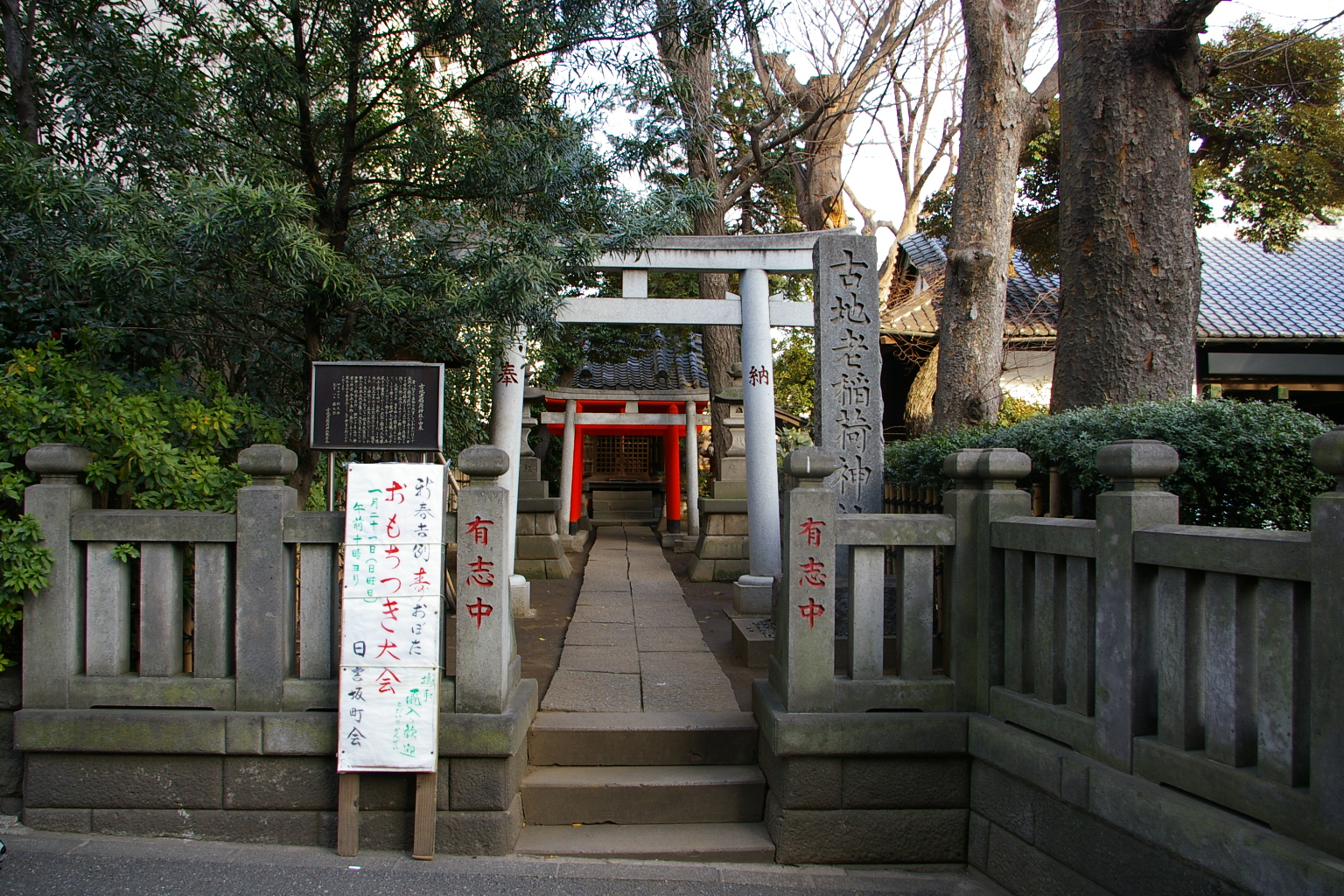
古地老稲荷神社
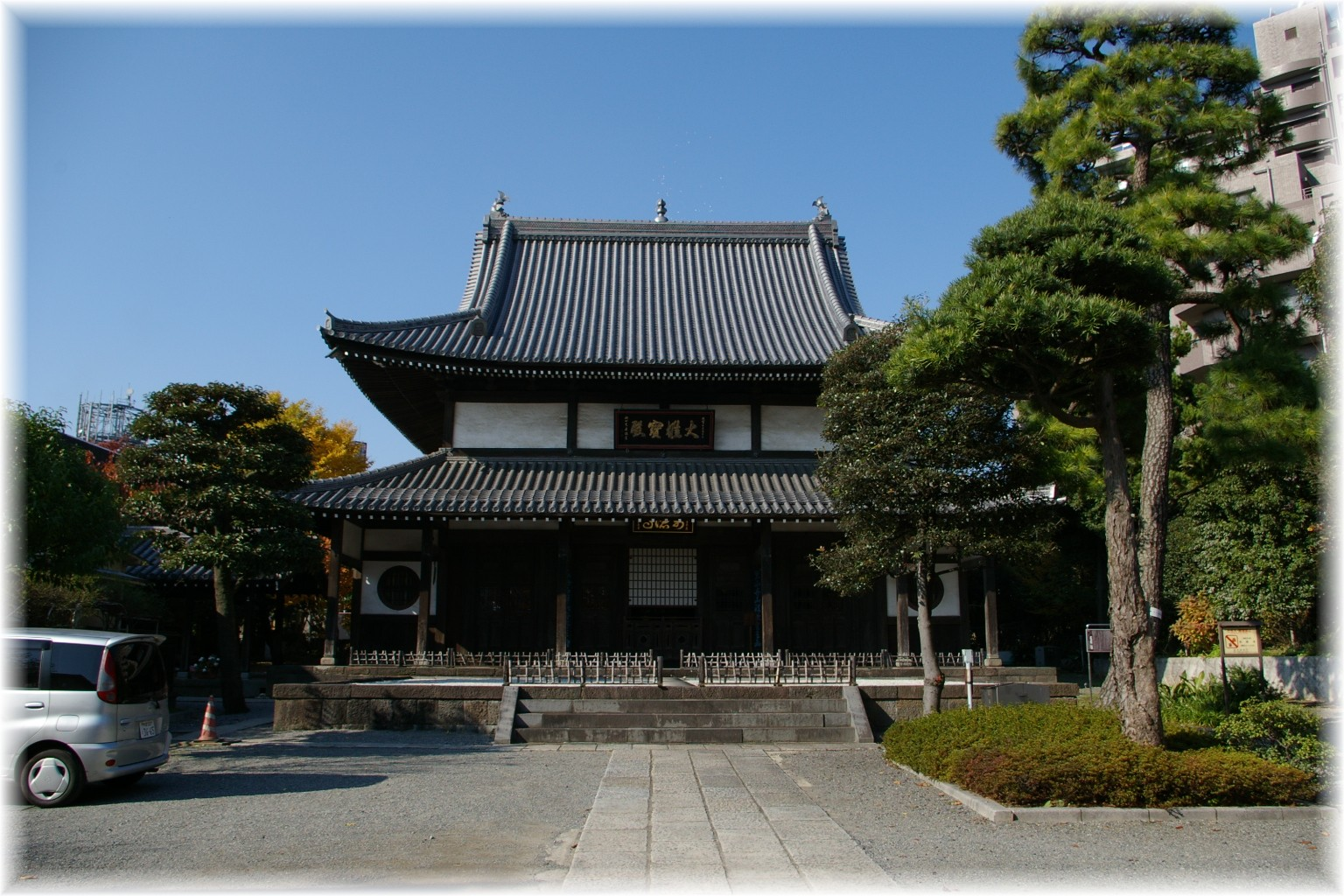
瑞聖寺